# Сютгйол
Сютгйол (рум. Siutghiol, тур. Sütgöl) — лиман лагунного типу (або солоне озеро) на узбережжі Чорного моря у Північній Добруджі, Румунія. Розташоване поблизу міста Констанца. Площа поверхні складає більш за 20 км² при максимальній глибині — 18 м. Взимку до 90% поверхні лиману вкривається кригою.

## Етимологія
Назва лагуни має турецьке походження, від тур. Sütgöl — молочне озеро.